# Agulla Juncadella
L'Agulla Juncadella és un cim de 3.021 m d'altitud, amb una prominència de 54 m, que es troba a la Cresta de Cregüenya, al massís de la Maladeta, al Pirineu aragonès.